# المليحية (حلب)
المليحية  قرية سوريّة تتبع إداريّاً لمحافظة حلب منطقة جبل سمعان ناحية تل الضمان، بلغ تعداد سكانها 88 نسمة حسب التعداد السكاني لعام 2004.